# نسبية خاصة مضاعفة
النسبية الخاصة المضاعفة أو النسبية الخاصة المحوّرة أو النسبية الأكثر من خاصة، هي نسخة معدّلة من النظرية النسبية الخاصة تحوي فيها سرعة قصوى مستقلة عن المراقب (هي سرعة الضوء)، ولكن مع نطاق طاقة قصوى مستقل عن المراقب وحد طول أدنى (طاقة بلانك وطول بلانك).

## تاريخ
طُرحت أول محاولة للتعديل على نظرية النسبية الخاصة من قبل بافلوبولس عام 1967 بصياغته لطول مستقل عن المراقب، وقدّر ذلك الطول بنحو10−15 متر. في سياق الجاذبية الكمومية، قدمت الفيزيائية الإيطالية جيوفاني أميلينو كاميليا عام 2000 ما يُدعى اليوم بالنسبية الخاصة المضاعفة، عبر طرحها لمفهوم حفظ ثبات طول بلانك 16.162×10−36 م. أعيدت صياغة الفكرة عام 2001 من قبل كوالسكي-غليكمان فيما يتعلق بكتلة بلانك المستقلة عن المراقب. طُرح نموذج مختلف مستوحى من فكرة أميلينو كاميليا عام 2001 من قبل عالمي الفيزياء الفلكية جواو ماجويجو ولي سمولن، واللذان ركزا أيضًا على ثبات طاقة بلانك.
أُدرك بالفعل وجود ثلاثة أنماط محوَّرة لنظرية النسبية الخاصة والتي تسمح بالوصول إلى ثبات طاقة بلانك، سواء كطاقة قصوى، أو عزم أقصى أو كلاهما معًا. تقترح نماذج النسبية الخاصة المضاعفة وجود صلة بينها وبين نظرية جاذبية كمية حلقية ضمن فضاء ذو بعدين مكانيين إضافة إلى بعد الزمن، كما افتُرض وجود العلاقة أيضًا في الأبعاد الثلاثة المكانية مضافًا إليها بعد الزمن.
الحافز تجاه هذه المقترحات نظري في الدرجة الأولى ومبني على الملاحظة التالية: يُفترض لطاقة بلانك أن تلعب دورا أساسيا في نظرية الجاذبية الكمومية، وتوسع نطاقها إلى الحد الذي لا يمكن فيه تجاهل تأثيرات الجاذبية الكمومية مما يفسح المجال لظاهرة جديدة مهمة. إذا كان لدى النسبية الخاصة القدرة على الصمود أمام هذا النطاق، سيمكن لمراقبين مختلفين ملاحظة تأثيرات الجاذبية الكمومية على مقاييس مختلفة بسبب مفهوم تقلص الأطوال، مما يناقض المبدأ القائل بأنه على كل المراقبين العطاليين وصف نفس الظاهرة باستخدام قوانين الفيزياء نفسها. انتُقد هذا الدافع على مبدأ أن تحويلات لورنتز لا تشكل بحد ذاتها ظاهرة ملحوظة. تعاني نظرية النسبية الخاصة المضاعفة أيضًا من مجموعة تناقضات في الصياغة والتي لم تحل بعد. أبرزها هو أنه من الصعب استعادة سلوك التحويل الأساسي للأجسام المرئية. والتي تعرف بـ «مشكلة كرة القدم». تكمن الصعوبة الأخرى في أن النسبية الخاصة المضاعفة صيغت في فضاء زخمي. ولا يوجد حتى الآن صياغة متّسقة للنموذج في فضاء الموضع.
هناك العديد من النماذج التي تنتهك قوانين لورنتز، والتي على عكس النسبية الخاصة المضاعفة، تنتهك مبدأ النسبية وثبات لورنتز عند تقديمها تأثيرات الإطار المفضل. من الأمثلة على ذلك نظرية الحقل الفعال التي قدمها كل من سيدني كولمان وشيلدون لي غلاسشو، وبخاصة امتداد النموذج المعياري والذي يقدم صورة عامة حول انتهاكات لورنتز. تمتلك هذه النماذج القدرة على إعطاء تقديرات دقيقة تساعد في تقييم انتهاك لورينتز المحتمل، وبالتالي تستخدم على نطاق واسع في تحليل التجارب المتعلقة بالنموذج القياسي والنسبية الخاصة.

## التنبؤات
لم تبد التجارب المقامة حتى الآن أي تعارض مع النسبية الخاصة.
كان هناك تكهّن مبدأي على اعتبار أن كلًا من النسبية الخاصة التقليدية والنسبية الخاصة المضاعفة ستخرجان بتنبؤات بارزة حول عمليات الطاقة العالية، وعلى وجه الخصوص اشتقاق «حد جي زي كيه» حول طاقات الأشعة الكونية من مصادر بعيدة لن يكون صالحًا. ثبت مع ذلك الآن بأن نظرية النسبية الخاصة المضاعفة لا تتنبأ بأي انتهاك لوقف زي كيه، على عكس نماذج أخرى تحوي إطار سكون محلي مطلق مثل نظرية الحقل الفعال وامتداد النموذج المعياري.
على اعتبار أن النسبية الخاصة المضاعفة تعرض بشكل عام (وليس بالضرورة) سرعة الضوء معتمدة على الطاقة، فإنها تنبأت أيضًا فيما إذا كان هنالك تعديلات على الترتيب الأول للطاقة المُعنى بكتلة بلانك، سيكون من الممكن ملاحظة استقلالية الطاقة هذه على شكل فوتونات عالية الطاقة تصل إلى الأرض من انفجارات أشعة غاما البعيدة. اعتمادًا على ما إذا كانت سرعة الضوء المعتمدة على الطاقة تزيد أو تنقص مع الطاقة (ميزة تعتمد على النموذج)، ستكون الفوتونات عالية الطاقة أسرع أو أبطأ سرعة من تلك ذات الطاقة الأقل.انفجارات أشعة غاما، مع ذلك، قاست تجربة قام بها مرصد فيرمي الفضائي لأشعة غاما عام 2009 فوتونًا بطاقة 31 غيغا إلكترون فولت، والذي وصل بالوقت ذاته برفقة فوتونات أخرى من نفس المنبع، وهو ما استبعد وجود تأثيرات مشتتة أعلى من طاقة بلانك. وعلاوة على ذلك، جادل علماء بأن النسبية الخاصة المضاعفة تتضارب مع سرعة الضوء، وأن آثار الدرجة الأولى مستبعدة بالفعل لأنها ستؤدي إلى تفاعلات جسيمية غير محلية كان من الممكن ملاحظتها لفترة طويلة في تجارب فيزياء الجسيمات.

## نسبية دو سيتر
بما أن مجموعة دو سيتر تتضمن بشكل طبيعي عامل طول ثابت، يمكن تفسير النسبية بكونها مثالًا على النسبية الخاصة المضاعفة، لأن فضاء دو سيتر يتضمن سرعة غير متغيرة جنبًا إلى جنب مع معامل طول ثابت. مع ذلك، هناك فرق جوهري: في حين أنه في جميع نماذج النسبية الخاصة المضاعفة يتم انتهاك تناظر لورينتز، إلا أنه يبقى في نسبية دو سيتر كتناظر فيزيائي. أحد عيوب نماذج النسبية الخاصة المضاعفة هو أنها صالحة فقط في نطاق طاقي حيث يفترض بالنسبية الخاصة التقليدية أن تُلغى مفسحةً المجال لنظرية أخرى تأخذ محلها. من ناحية أخرى، وُجد أن نسبية دو سيتر تبقى ثابتة في ظل إعادة القياس المتزامن للكتلة والطاقة والزخم، وبالتالي فهي صالحة في جميع مستويات الطاقة.